# ヘラオオバコ
ヘラオオバコ (箆大葉子、学名: Plantago lanceolata)は、オオバコ科オオバコ属の植物である。ヨーロッパ原産の雑草で、日本では帰化植物である。和名は、オオバコのなかまの植物で、葉がへらのような形なことに由来する。中国名は、長葉車前（別名：歐車前）。

## 特徴
一年生もしくは多年生の草本。葉はすべて根生葉で、水平から斜め上に放射状に伸ばす。葉身は細長いへら状で細長く、長い毛があり。葉縁は低い波状の鋸歯があり、しばしば縮んで波を打つ。葉柄には、ふつう淡褐色の毛がある。
花期は春から夏にかけて。花茎を20 - 70センチメートル (cm) くらいに伸ばして褐色の花穂（穂状花序）をつける。花序の長さはオオバコよりも短く、幅7 - 15ミリメートル (mm) 、長さ2 - 8 cmで、はじめ円錐形で後に円柱状となる。穂には小さな花が密生しており、下から上へと次々に咲き上がっていく。花は小形の苞葉に抱かれ、萼の長さは2.5 mmほどである。花期は春から夏にかけて。穂の周りに細い糸のようなものが長く突き出して、白い輪のように目立つのはおしべである。その先端には、淡紫色から淡黄白色の葯が目立つ。果実は横に裂けて2個の種子が出る。種子は黒色の楕円形で、長さは2 mmほどである。
オオバコより大きく高いが、オオバコのような踏みつけ耐性はない。
花粉症の原因植物になる。

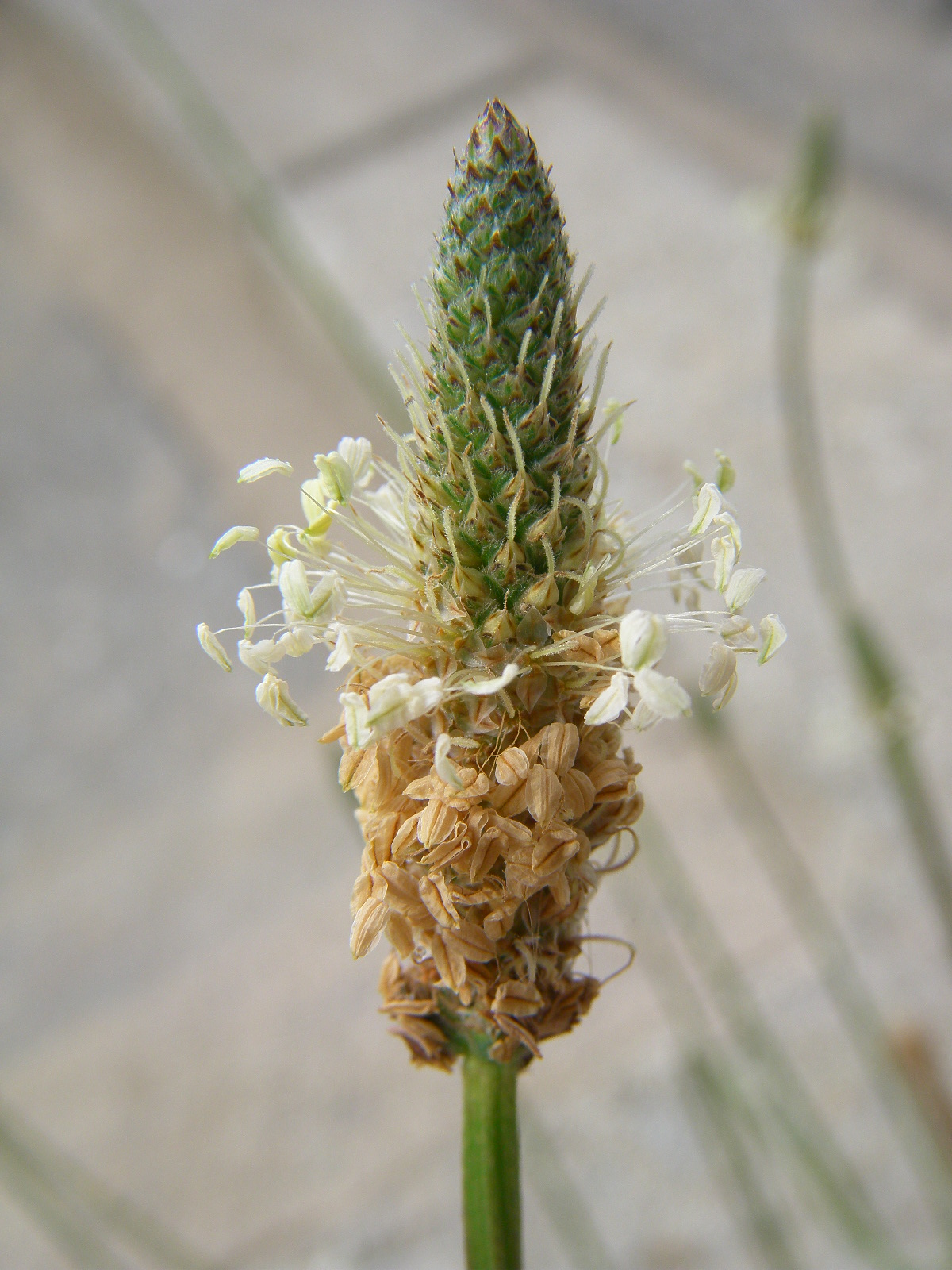
花
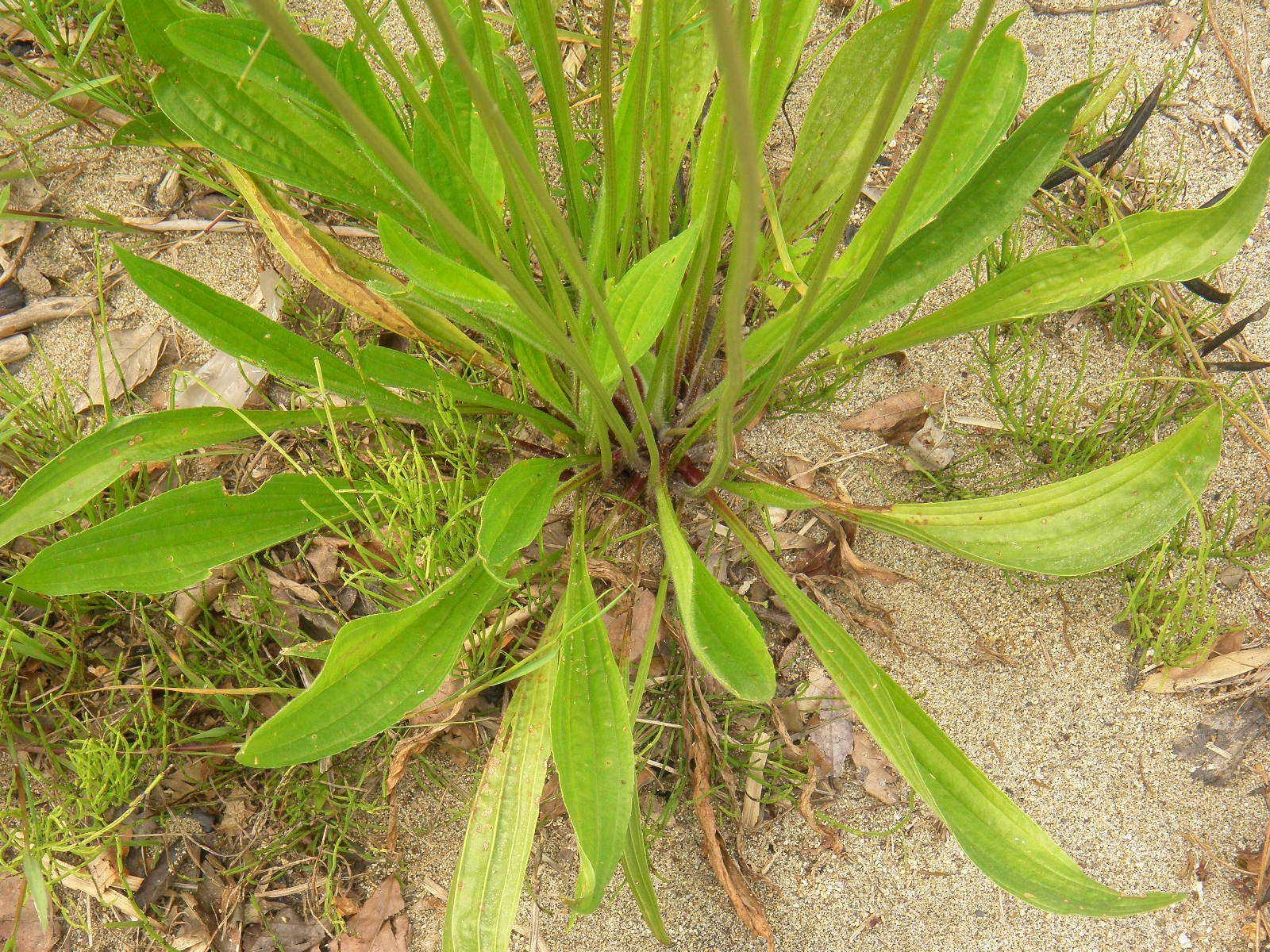
葉

## 侵入と分布
ヨーロッパ原産。帰化植物として、世界中に広く分布する。日本には江戸時代末期に侵入したものとされ、久内清孝は『帰化植物』（1950年）に「幕末の渡来と云う」と記している。その後広く日本全土に分布を広げ、特に北海道に多い。
畑地、道端、果樹園、河川敷、牧草地、荒地などに耐乾性があるため広く生育する。
北アメリカをはじめ世界中に分布を広げ、コスモポリタン雑草となっている。
- 環境省指定の要注意外来生物類型2に指定されている。

## 利用
ヘラオオバコはヨーロッパでハーブとして食用や薬用に利用され、家畜用飼料としても栽培されている。